# L.A.M.F.
L.A.M.F. – debiutancki album punkrockowego zespołu The Heartbreakers. Wydany pierwotnie w 1977 przez wytwórnię Track Records. Reedycja z 2002 składa się z dwóch dysków: dysk pierwszy zawiera album L.A.M.F., dysk drugi alternatywne wersje utworów, odrzuty sesyjne oraz dema.

## Lista utworów

### Oryginalne wydanie (1977)
1. "Born to Lose" (Johnny Thunders) – 3:05
2. "Baby Talk" (Johnny Thunders) – 2:21
3. "All By Myself" (Walter Lure/Jerry Nolan) – 2:50
4. "I Wanna Be Loved" (Johnny Thunders) – 2:38
5. "It's Not Enough" (Johnny Thunders) – 4:08
6. "Chinese Rocks" (Dee Dee Ramone/Richard Hell) – 2:54
7. "Get Off the Phone" (Walter Lure/Jerry Nolan) – 2:00
8. "Pirate Love" (Johnny Thunders) – 3:56
9. "One Track Mind" (Walter Lure/Jerry Nolan) – 2:32
10. "I Love You" (Johnny Thunders) – 2:21
11. "Goin' Steady" (Johnny Thunders) – 2:42
12. "Let Go" (Johnny Thunders/Jerry Nolan) – 2:24

- Utwory 1–12 nagrano: marzec–kwiecień 1977 Essex Studios (Londyn). Producent: Speedy Keen

### L.A.M.F. Revisited (1984)
1. "One Track Mind" (Walter Lure/Jerry Nolan) – 2:32
2. "I Wanna Be Loved" (Johnny Thunders) – 2:38
3. "Pirate Love" (Johnny Thunders) – 3:56
4. "Let Go" (Johnny Thunders/Jerry Nolan) – 2:24
5. "Do You Love Me?" (Berry Gordy Jr.) – 2:19
6. "Can’t Keep My Eyes On You" (Walter Lure/Jerry Nolan) – 3:44
7. "Get Off the Phone" (Walter Lure/Jerry Nolan) – 2:00
8. "All By Myself" (Walter Lure/Jerry Nolan) – 2:50
9. "Chinese Rocks" (Dee Dee Ramone/Richard Hell) – 2:54
10. "Baby Talk" (Johnny Thunders) – 2:21
11. "Goin' Steady" (Johnny Thunders) – 2:42
12. "It's Not Enough" (Johnny Thunders) – 4:08
13. "I Love You" (Johnny Thunders) – 2:21
14. "Born To Lose" (Johnny Thunders) – 3:05

- Utwory 1–14 nagrano: marzec–kwiecień 1977 Essex Studios (Londyn). Producent: Speedy Keen

### L.A.M.F.: The Lost '77 Mixes (2002)
Dysk 1:
1. "Born To Lose" (Johnny Thunders) – 3:05
2. "Baby Talk" (Johnny Thunders) – 2:21
3. "All By Myself" (Walter Lure/Jerry Nolan) – 2:50
4. "I Wanna Be Loved" (Johnny Thunders) – 2:38
5. "It's Not Enough" (Johnny Thunders) – 4:08
6. "Chinese Rocks" (Dee Dee Ramone/Richard Hell) – 2:54
7. "Get Off the Phone" (Walter Lure/Jerry Nolan) – 2:00
8. "Pirate Love" (Johnny Thunders) – 3:56
9. "One Track Mind" (Walter Lure/Jerry Nolan) – 2:32
10. "I Love You" (Johnny Thunders) – 2:21
11. "Goin' Steady" (Johnny Thunders) – 2:42
12. "Let Go" (Johnny Thunders/Jerry Nolan) – 2:24
13. "Can’t Keep My Eyes On You" (Walter Lure/Jerry Nolan) – 3:44
14. "Do You Love Me?" (Berry Gordy Jr.) – 2:19

- Utwory 1–14 nagrano: marzec–kwiecień 1977 Essex Studios (Londyn). Producent: Speedy Keen

Dysk 2:
1. "Born to Lose" (demo sessions) (Johnny Thunders) – 3:02
2. "Chinese Rocks" (demo sessions) (Dee Dee Ramone/Richard Hell) – 2:44
3. "Let Go" (demo sessions) (Johnny Thunders/Jerry Nolan) – 3:17
4. "Goin' Steady" (backing track) (Johnny Thunders) – 3:15
5. "Baby Talk" (backing track) (Johnny Thunders) – 2:44
6. "Pirate Love" (backing track) (Johnny Thunders) – 3:44
7. "Born to Lose" (backing track) (Johnny Thunders) – 4:19
8. "Chinese Rocks" (backing track) (Dee Dee Ramone/Richard Hell) – 5:44
9. "Do You Love Me?" (Berry Gordy Jr.) – 2:28
10. "Can’t Keep My Eyes On You" (live) (Walter Lure/Jerry Nolan) – 3:42
11. "Get Off the Phone" (alternate mix) (Walter Lure/Jerry Nolan) – 2:02
12. "All By Myself" (alternate mix) (Walter Lure/Jerry Nolan) – 2:53
13. "It's Not Enough" (alternate mix) (Johnny Thunders) – 4:17
14. "One Track Mind" (alternate mix) (Walter Lure/Jerry Nolan) – 2:34
15. "Too Much Junkie Business" (Walter Lure/Jerry Nolan) – 2:22
16. "London Boys" (Johnny Thunders/Walter Lure/Billy Rath) – 2:28

- Utwory 1–3 nagrano w Essex Studios (demo sessions), 20–22 lutego 1977.
- Utwory 4–9 odrzuty z Ramport Studio sessions.
- Utwór 10 pochodzi z koncertu w London's Speakeasy na początku 1977.
- Utwór 11 Olympic Studio 16 maja 1977.
- Utwór 12 Ramport Studio 1977
- Utwór 13 Ramport Studio 1 czerwca 1977
- Utwór 14 Ramport Studio 27 czerwca 1977
- Utwory 15–16 próbne wersje nagrane dla EMI w Riverside Studio, Londyn, 13 grudnia 1977. Producent: Mike Thorne.

## Skład
- Johnny Thunders – wokal, gitara
- Walter Lure – gitara, wokal
- Billy Rath – gitara basowa
- Jerry Nolan – perkusja, wokal